# Charles Henri Marie Flahault
Charles Henri Marie Flahault (Bailleul (Nord), 3 de outubro de 1852 — Montpellier, 3 de fevereiro de 1935) foi um botânico francês. Foi um dos pioneiros no estudo da fitogeografia, da fitossociologia e ecologia.

## Publicações
- Recherches sur l’accroissement terminal de la racine chez les phanérogames ( tese de doutorado), G. Masson, Paris, 1878 (198 pp., 8 pl.)
- Observations sur les modifications des végétaux suivant les conditions physiques du milieu, An. Sc. Nat. Bot. 6, VII, p. 93-125, 1878 (com Gaston Bonnier).
- Nouvelles observations sur les modifications des végétaux suivant les conditions physiques du milieu, An. Sc. Nat. Bot. 6, IX, p. 159-207, (1878).
- Phénomènes périodiques de la végétation d’après les travaux météorologiques scandinaves, 1878
- Nouvelles observations sur les modifications des végétaux suivant les conditions physiques du milieu, B.S.B.F., XXXVI, p. 346-350, (1879).
- Distribution des végétaux dans les régions moyennesde la presqu’île scandinave, 1879 (com Gaston Bonnier)
- Révision des Nostocacées Hétérocystées contenues dans les principaux herbiers de France, 1886-1888 (com Bornet) (reimpresso em 1959)
- Sur quelques plantes vivant dans le test calcaire des Mollusques, B.S.B.F., 36, 1889.
- La répartition géographique des végétaux dans un coin du Languedoc (département de l’Hérault), Montpellier, 1893
- Projet de carte botanique, forestière et agricole de la France, 1894
- Sur la flore de la Camargue et des alluvions du Rhône, B.S.B.F., 41, 1894 (com P. Combres).
- Au sujet de la carte botanique, forestière et agricole de la France, et des moyens de l’exécuter, 1896
- La flore de la vallée de Barcelonnette, 1897
- La distribution géographique des végétaux dans la région méditerranéenne française, Paris, 1897 (publicado por Gaussen em 1937)
- Essai d’une carte botanique et forestière de la France, 1897
- La flore et la végétation de la France, Klincksieck, 1901
- La flore et la végétation de la France, introduction à la Flore de France de H. Coste, Paris, 1901
- Les limites supérieures de la végétation forestière et les prairies pseudo-alpines en France, R.E.F., 1901
- Premier essai de nomenclature phytogéographique, 1901
- La nomenclature en géographie botanique, Anais de geografia, X, 1901
- La paléobotanique dans ses rapports avecla végétation actuelle, Klincksieck, Paris, 1903
- Les hauts sommets et la vie végétale, La Montagne, 1904
- Rapport au sujet des jardins botaniques de l’Aigoual, Montpellier, 1904
- Nouvelle flore coloriée de poche des Alpes et des Pyrénées, Série 1, Biblioteca de Ciências Naturais Paul Klincksieck, 1906 (volume II da coleção)
- Les jardins alpins, A.G., 1906
- Préface de l'Hortus Vilmorianus, 1906
- Introduction au Catalogue des plantes vasculaires dans le département du Var por Albert e Jahandiez, 1908.
- Nouvelle flore coloriée de poche des Alpes et des Pyrénées, Série 2, Biblioteca de Ciências Naturais Paul Klincksieck, 1908.
- Rapport sur la nomenclature phytogéographique (com Carl Joseph Schröter (1855-1939)), Segundo Congresso Internacional de Botânica, Wildemann, Bruxelles, 1910
- Nouvelle flore coloriée de poche des Alpes et des Pyrénées, Série 3, Biblioteca de Ciências Naturais Paul Klincksieck, 1912.
- Notice sur les travaux scientifiques, Montpellier, 1917
- Les Causses du Midi de la France, Boletim da Société languedocienne de Géographie, III-3, IV, V-1, 1932-1934.
- La distribution géographique des végétaux dans la région méditerranéenne française, Encyclopédie biologique Lechevalier, 1937.